# Naftalan
Naftalan (tiếng Azerbaijan:Naftalan) là một thành phố thuộc Azerbaijan. Dân số thời điểm năm 2012 là 7551 người.

## Thành phố kết nghĩa
Naftalan kết nghĩa với:
- Yessentuki, Nga (từ năm 2014)[2]